# Julija Pavlovna Samojlova
La contessa Julija Pavlovna Samojlova, (in russo Юлия Павловна Самойлова?) (1803 – Parigi, 14 marzo 1875), è stata una nobildonna russa.

## Biografia
Figlia del generale Pavel Petrovič Palen, e di sua moglie Marija Pavlovna Skavronskaja, attraverso i suoi genitori era imparentata con le famiglie Palen, Skavronskij, i principi Potëmkin e con le famiglie nobiliari italiane Litta e Visconti.
A San Pietroburgo Marija e sua sorella Ekaterina erano entrambe innamorate del bel conte Pavel Petrovič Palen. Questi scelse la prima, che lo sposò nonostante l'opposizione dei genitori. Marija dovette lasciare la città, abbandonando gli agi della sua condizione per condurre una vita nomade.
Nel 1803 nacque Julija, il cui nome è probabilmente un omaggio alla nonna paterna, Juliana Ivanovna Palen (1751-1814). Secondo un'altra ipotesi sarebbe stato invece scelto in onore di Giulio Litta. Ben presto Marija si stancò di vivere tra le guarnigioni, il rapporto con il marito si deteriorò e nel 1804 divorziarono.
Ritornata dai genitori a San Pietroburgo, nel 1807 si risposò con il generale Adam Petrovič Ožarovskij, e poi andò a Parigi per studiare canto e musica.

### Il primo matrimonio

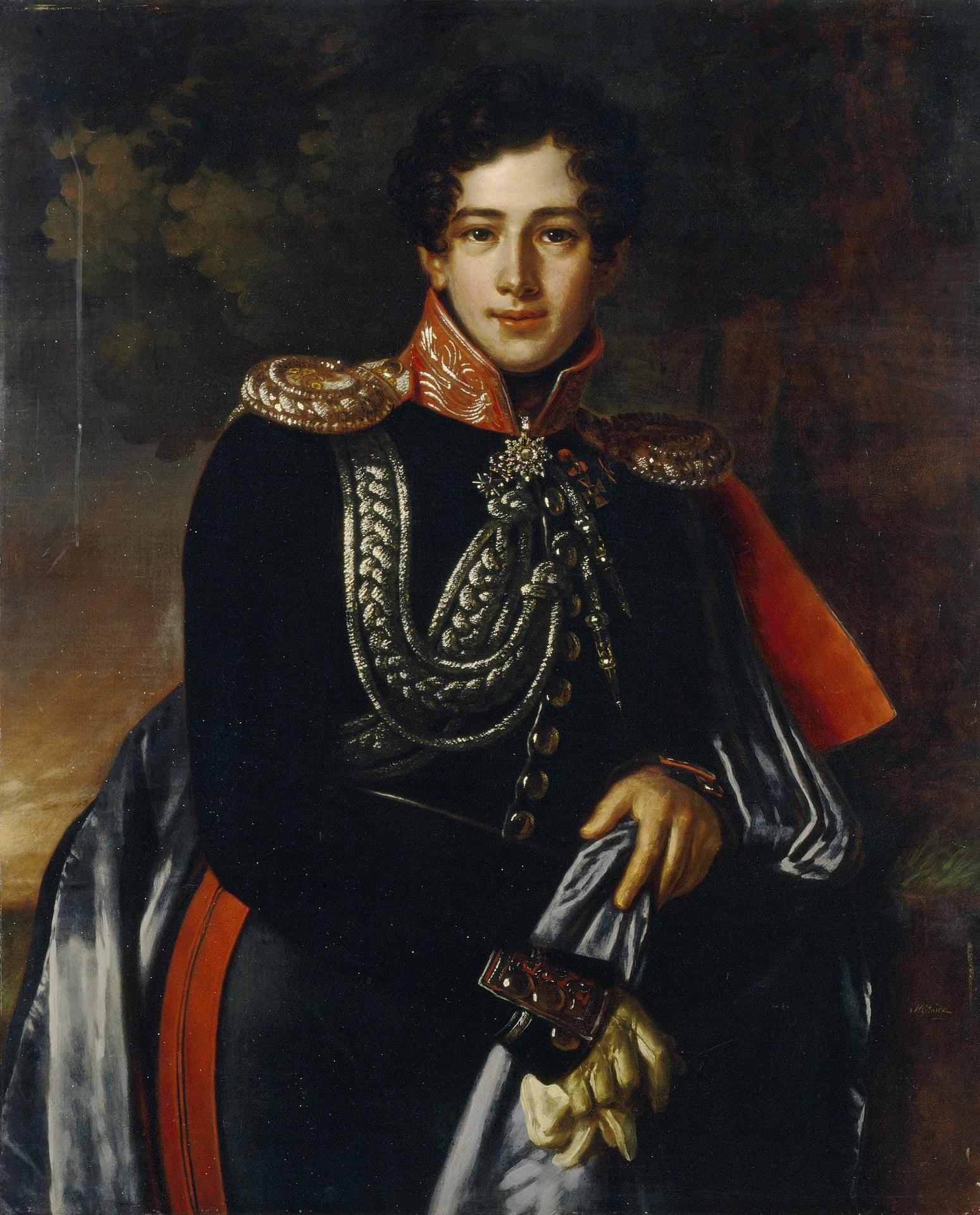
Nikolaj Samojlov, di Benois Charles Mitoire, 1825.

Nel 1825 Julija sposò il conte Nikolaj Aleksandrovič Samojlov, aiutante di campo dell'imperatore, che era suo cugino. Nikolaj era bello, ricco, divertente e spiritoso. Il matrimonio, tuttavia, fu infelice, rovinato ben presto da violenti liti che furono oggetto di innumerevoli pettegolezzi. Il conte aveva un debole per le baldorie e il gioco. Nel 1827 si separarono di comune accordo.
Dopo la separazione dal marito, Julija si recò a Milano, dove tenne un salotto frequentato da artisti, tra cui si annoverano i musicisti Vincenzo Bellini, Gaetano Donizetti, Gioachino Rossini e Giovanni Pacini.
A Roma, presso la principessa Zinaida Aleksandrovna Belosel'skaja, conobbe il pittore Karl Pavlovič Brjullov. Tra i due nacque una relazione, viaggiarono insieme in Italia e visitarono le rovine di Pompei, che diedero al pittore l'ispirazione per il quadro Gli ultimi giorni di Pompei, per il quale ella posò come modella. Grazie a lei, Brjullov entrò in contatto con le persone dell'alta società.
Nel 1829 sua nonna morì e Julija ereditò la tenuta di famiglia a San Pietroburgo.
Alla morte del conte Litta, Julija ereditò i palazzi e le ville di proprietà della famiglia Visconti e Litta. Dopo la morte del marito lasciò la Russia e si stabilì in Italia, dove visse insieme a Brjullov.

### Ultimi anni e morte
Il 25 novembre 1845 a Parigi sposò un giovane medico e tenore francese, Pierre Antonin Perry (Saint Pierre, Martinique, 1º marzo 1815 -  Trieste, 17 febbraio 1846) perdendo la cittadinanza russa. La felicità coniugale durò poco, in quanto suo marito morì tre mesi dopo di tubercolosi.
Il 7 giugno 1848 a Parigi si risposò con il diplomatico Charles de Mornay (1803-1878).
Morì il 14 marzo 1875 a Parigi, e, secondo le sue volontà, fu sepolta nel cimitero di Père-Lachaise, insieme al suo secondo marito.